# Loreux
Loreux is een gemeente in het Franse departement Loir-et-Cher (regio Centre-Val de Loire) en telt 255 inwoners (1999). De plaats maakt deel uit van het arrondissement Romorantin-Lanthenay.

## Geografie
De oppervlakte van Loreux bedraagt 29,4 km², de bevolkingsdichtheid is 8,7 inwoners per km².
De onderstaande kaart toont de ligging van Loreux met de belangrijkste infrastructuur en aangrenzende gemeenten.

## Verkeer en vervoer
In de gemeente ligt spoorwegstation Loreux.

## Demografie
Onderstaande figuur toont het verloop van het inwonertal (bron: INSEE-tellingen).